# Sihuas (província)
Sihuas é uma província do Peru localizada na região de Ânchache. Sua capital é a cidade de Sihuas.

## Distritos da província
- Acobamba
- Alfonso Ugarte
- Cashapampa
- Chingalpo
- Huayllabamba
- Quiches
- Ragash
- San Juan
- Sicsibamba
- Sihuas

## Limites
Pelo Norte, Província de Pallasca (província); pelo Leste, Região Huanuco; pelo Sul, Província de Pomabamba; e pelo Oeste, Província de Corongo.